# Bačinci
Bačinci (izvirno srbsko Бачинци) je naselje v Srbiji, ki upravno spada pod Občino Šid; slednja pa je del Sremskega upravnega okraja.

## Demografija
V naselju, katerega izvirno (srbsko-cirilično) ime je Бачинци, živi 1101 polnoletni prebivalec, pri čemer je njihova povprečna starost 41,4 let (39,5 pri moških in 43,0 pri ženskah). Naselje ima 474 gospodinjstev, pri čemer je povprečno število članov na gospodinjstvo 2,90.
To naselje je, glede na rezultate popisa iz leta 2002, v glavnem srbsko.
|  |

| Demografija | Demografija     | Demografija     |
| Leto        | Št. prebivalcev | Št. prebivalcev |
| ----------- | --------------- | --------------- |
|             |                 |                 |
|             |                 |                 |
|             |                 |                 |
|             |                 |                 |
| 1948        | 1785            |                 |
| 1953        | 1815            |                 |
| 1961        | 1694            |                 |
| 1971        | 1538            |                 |
| 1981        | 1324            |                 |
| 1991        | 1298            | 1266            |
| 2002        | 1411            | 1374            |
|             |                 |                 |

| Etnična sestava po popisu iz leta 2002 | Etnična sestava po popisu iz leta 2002 | Etnična sestava po popisu iz leta 2002 | Etnična sestava po popisu iz leta 2002 | Etnična sestava po popisu iz leta 2002 |
| -------------------------------------- | -------------------------------------- | -------------------------------------- | -------------------------------------- | -------------------------------------- |
| Srbi                                   | Srbi                                   |                                        | 1.072                                  | 78,02%                                 |
| Rusini                                 | Rusini                                 |                                        | 215                                    | 15,64%                                 |
| Hrvati                                 | Hrvati                                 |                                        | 22                                     | 1,60%                                  |
| Ukrajinci                              | Ukrajinci                              |                                        | 21                                     | 1,52%                                  |
| Slovaki                                | Slovaki                                |                                        | 13                                     | 0,94%                                  |
| Jugoslovani                            | Jugoslovani                            |                                        | 10                                     | 0,72%                                  |
| Rusi                                   | Rusi                                   |                                        | 1                                      | 0,07%                                  |
| Neznano                                | Neznano                                |                                        | 7                                      | 0,50%                                  |